# Myopsocus colombianus
Myopsocus colombianus (лат.) — вид сеноедов рода Myopsocus из семейства Myopsocidae. Южная Америка: Колумбия. Видовой эпитет назван в честь Колумбии, поскольку, видимо, имеет широкое распространение в этой стране. Мелкие насекомые, длина переднего крыла около 3 мм. Основная окраска тела коричневая. Относится к комплексу видов с фестончатым задним краем передних крыльев, но в отличие от них представляет гипандрий, более расширенный в основании и дистально, с двумя короткими латероапикальными отростками, широко разделёнными. Но от них отличается, так как, фаллосома его удлинённая, с боковыми отростками в основании сближенными и соединёнными узкой мембраной, наружные парамеры субпараллельны, апикально расширены и разделены мембраной, эндофаллус перепончатый, с двумя медиальными удлинёнными эндофаллическими склеритами.